# 磯辺包義

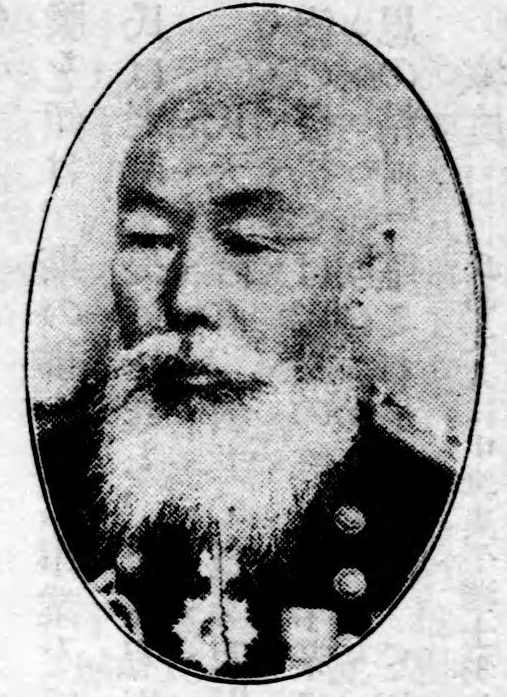
磯辺包義

磯辺 包義（いそべ かねよし、1842年7月30日（天保13年6月23日） - 1917年（大正6年）6月4日）は、明治から大正時代前期の大日本帝国海軍軍人、政治家。最終階級は海軍少将。貴族院勅選議員。幼名は虎之助。

## 経歴
熊本藩士磯辺謙叟の長男として、豊後国大分郡鶴崎村（鶴崎町、鶴崎市を経て、現在の大分市鶴崎）に生まれる。1856年（安政3年）5月、家督を相続する。のち本籍を東京府に置いた。幼年より海軍を志し、1868年（明治元年）「摂津艦」乗組となり、翌年艦長代理に進んだ。ついで「飛龍丸」艦長を経て、1871年（明治4年）海軍大尉に進み、「千代田形」艦長となる。間もなく「第一丁卯」艦長に転じ、1873年（明治6年）「大坂丸」艦長を経て、1874年（明治7年）4月、少佐に進んだ。さらに翌年の1875年（明治8年）「春日丸」艦長に転じ、1877年（明治10年）西南戦争で軍功を挙げ、1880年（明治13年）「清輝」艦長に補され、中佐に進級する。
1882年（明治15年）「迅鯨」艦長を経て、1883年（明治16年）海軍省規程局出勤を発令され、1884年（明治17年）「海門」艦長となる。1885年（明治18年）横須賀屯営長兼予備艦総理、1886年（明治19年）「金剛」艦長を経て、同年4月、大佐に進んだ直後の6月に「浪速」艦長を発令され、1888年（明治21年）4月、「高千穂」艦長兼常備小艦隊参謀長、1889年（明治22年）4月、佐世保軍港司令官兼佐世保鎮守府造船部長に任ぜられた。
翌年の1890年（明治23年）9月、フランスにて起工した「厳島」の回航事務取扱委員長となり、竣工とともに初代艦長となった。1891年（明治24年）5月からのフランス出張ののち、同年11月に帰朝すると、呉軍港司令官に転じ、1893年（明治26年）5月26日、海軍少将に進み、同時に予備役編入となった。この間、軍法会議判士長などを務めた。
予備役編入後の同年、日本郵船取締役に推挙され、さらに1896年（明治29年）1月31日、貴族院議員に勅選された。ほか、摂津航業社長を務めた。その後、1900年（明治33年）後備役に編入し、1905年（明治38年）退役した。晩年は神奈川県足柄下郡小田原町十字（現在の小田原市）に住んだ。貴族院議員在任中に死去した。

## 栄典
位階
- 1886年（明治19年）7月8日 - 従五位[11]
- 正四位[4]

勲章等
- 勲二等瑞宝章[9]

## 親族
- 弟：磯辺弥一郎（国民英学会創立者）[2]
- 婦：りう（長男民弥の妻、明治生命保険創立者・阿部泰蔵の二女）[2]